# Ibréhima Coulibaly
Ibréhima Coulibaly, né le 30 juillet 1989 à Créteil, est un footballeur international franco-mauritanien, évoluant au poste de milieu de terrain au Mans FC.

## Biographie

### En club
Le 5 octobre 2018, il inscrit avec le Grenoble Foot 38 son premier but en Ligue 2, lors de la réception du Clermont Foot (victoire 1-0).

### En équipe nationale
Le 22 mars 2019, il figure pour la première fois sur le banc des remplaçants de l'équipe de Mauritanie, mais sans rentrer en jeu, lors d'une rencontre face au Burkina Faso. Ce match perdu 1-0 rentre dans le cadre des éliminatoires de la Coupe d'Afrique des nations 2019. Quatre jours plus tard, il reçoit sa première sélection en équipe nationale, lors d'une rencontre face au Ghana (défaite 3-1).
Lors de l'été 2019, il participe à la phase finale de la Coupe d'Afrique des nations, organisée en Égypte. Lors de cette compétition, il joue deux matchs, contre le Mali et la Tunisie. Avec un bilan de deux nuls et une défaite, la Mauritanie ne dépasse pas le premier tour.

## Palmarès
- Champion de France de National en 2014 avec l'US Orléans
- Vainqueur du Groupe C de CFA en 2017 avec le Grenoble Foot